# Самостоятельная гендерно-аффирмативная гормональная терапия
Самостоятельная гендерно-аффирмативная гормональная терапия (также DIY гормональная терапия, или гормональная терапия «своими руками») — это феномен, при котором трансгендерные люди самостоятельно приобретают и принимают гормональную терапию в рамках своего трансгендерного перехода без назначения врача. Это может быть вызвано различными проблемами, с которыми сталкиваются трансгендерные люди при попытках получить доступ к медицинской помощи. Частота случаев самостоятельной гормональной терапии в транс-сообществе варьируется в зависимости от исследования и составляет от 11 % до 79 %.

## Описание
Самостоятельная гендерно-аффирмативная гормональная терапия предполагает, что трансгендерные люди «стремятся получить доступ к [гормональной терапии] через друзей, сверстников и интернет, не консультируясь с медицинским работником». Трансгендерные люди могут получать информацию о способах гормональной терапии из онлайн-источников, некоторые из которых создаются самим транс-сообществом.
В редких случаях, некоторые трансгендерные люди пытались делать гендерно-аффирмативные операции самостоятельно.

## Причины
В обзорной статье 2022 года было сделано заключение, что самостоятельная гормональная терапия «связана с трудностями в поиске специализированных и не стигматизирующих врачей, отсутствием доступа к соответствующим услугам, исключением, дискомфортом в управлении отношениями с медицинскими работниками, стоимостью и желанием ускорить процесс перехода».

## Распространенность
Оценки распространенности самостоятельной гормональной терапии в транс-сообществе значительно различаются.. Один опрос в Онтарио показал, что 25 % трансгендерных людей в настоящее время или ранее получали так гормональную терапию. В то же время, другой опрос, проведенный среди цветных трансгендерных людей, проживающих в Сан-Франциско, показал, что 63 % из них полагались на самостоятельную гормональную терапию. Согласно обзору 2022 года, на нижнем пределе 11 % трансгендерных людей в Онтарио сообщили о том, что использовали самостоятельную гормональную терапию, тогда как на другом полюсе 79 % транс-женщин из Рио-де-Жанейро сделали то же самое. Промежуточные показатели включают 31 % трансгендерных людей в Лондоне и 49 % транс-женщин в Сан-Франциско. Использование DIY-гормональной терапии возросло во время пандемии COVID-19, хотя оно было распространено и до этого. По оценкам, распространенность использования гормонов DIY среди транс-женщин выше, чем среди транс-мужчин. Это может быть связано с тем, что оборот андрогенов, назначенных без врача, незаконен во многих странах.

## Эффективность
Обзор 2022 года не выявил ни одного рецензируемого исследования об эффективности самостоятельно принимаемых гендерно-афирмативных гормональных препаратов.